# بیلچس
بیلچِس (به اسپانیایی: Vilches) یکی از دهستان‌های استان خائن در کشور اسپانیا است. این شهر با مساحت ۲۷۴ کیلومتر مربع، ۴۸۳۱ تن جمعیت دارد.